# Sajeret Matkal
Die Sajeret Matkal (hebräisch סיירת מטכ״ל, „Späher des Generalstabes“; bisweilen in Anlehnung an die Transkription ins Englische auch Sayeret Matkal; auch General Staff Reconnaissance Unit 269) ist eine Spezialeinheit der israelischen Streitkräfte mit dem Einsatzschwerpunkt Terrorismusbekämpfung und nachrichtendienstliche Aufklärung. Innerhalb der israelischen Streitkräfte wird die Sajeret Matkal allgemein nur als haJechida („Die Einheit“) bezeichnet.
Die Einheit untersteht dem Militärgeheimdienst Aman und bildet den militärischen Arm aller Nachrichtendienste des Landes.

## Auftrag
Einsatzschwerpunkte sind Terrorismusbekämpfung, Geiselbefreiung, gezielte Tötungen, Tiefenaufklärung, Kommandooperationen und nachrichtendienstliche Einsätze sowie bewaffnete Flugbegleitung.

## Organisation
Die Sajeret Matkal untersteht administrativ und technisch dem Militärgeheimdienst Aman, operativ jedoch dem israelischen Generalstab und bildet den militärischen Arm aller Nachrichtendienste des Landes, hauptsächlich aber des Mossad.
Wie viele andere Kommandoeinheiten des israelischen Militärs steht sie an der Spitze des soldatischen Ausbildungsstandes der Kampfeinheiten.
Die Einheit ist zusammen mit der Jechidat Duvdevan in mehrerlei Hinsicht einzigartig innerhalb der Gemeinschaft der militärischen Spezialeinheiten Israels. Erstens hat sie keine vordefinierte Mission für Kriegszeiten wie sonst jede militärische Einheit, ist also operativ frei für sämtliche Befehle vorgesetzter Kommandoebenen. Zweitens verfügt sie über eigene Unterstützungseinheiten wie beispielsweise nachrichtendienstliche Aufklärung, medizinische Betreuung, Ex- und Infiltrationsexperten, Scharfschützenteams und Pioniereinheiten (Spreng- und Entschärfungsspezialisten), kann also völlig autark operieren. Ferner ist sie nicht, wie sonst üblich, einem Brigadekommando, sondern direkt dem israelischen Generalstab unterstellt. Das bedeutet, dass ihr kein spezielles Einsatzgebiet zugewiesen ist wie beispielsweise der Sajeret Egoz der Golani-Brigade oder der Fallschirmjäger-Brigade 5173. Taipan (Sajeret Maglan). Wie bei der Jechidat Duvdevan sind ihre Soldaten autorisiert, Uniformen ohne Abzeichen und Rangabzeichen zu tragen. Sie arbeiten jedoch hauptsächlich in Zivilkleidung. Vom Einsatzspektrum her ähnelt sie der JAMAM, der Antiterroreinheit der israelischen Grenzpolizei.

## Rekrutierung und Ausbildung

### Rekrutierung
Da die Einheit bis 1976 geheim war, konnte man sich nicht für sie bewerben. Das Personal wurde rekrutiert aus Mitgliedern der Aufklärungskomponenten der Nord-, Zentral- und Südkommandos, also aus der Sajeret Egoz der Golani-Brigade, der 5173. Taipan (Sajeret Maglan) der Fallschirmjäger und der Sajeret Schaked der Givʿati-Brigade. Die Besten dieser Einheiten wurden auf persönliche Empfehlung ihrer Kommandeure oder nach Sichtung der Personalakten durch Werber des Aman zu der Einheit versetzt.
Seit 1976 ist die Einheit Freiwilligen zugänglich, weil ihre Tätigkeit zwar geheim ist, ihre Existenz aber nicht mehr. Zweimal pro Jahr werden Bewerber in einem eigenen Auswahlzentrum (Gibbusch) mehrere Tage lang unter der Aufsicht von Ärzten und Psychologen körperlich und geistig unter Stress gesetzt, um ihre Eignung für die Ausbildung zu prüfen. Während der 1990er Jahre wurde dieses Auswahlverfahren schrittweise in anderen israelischen Spezialeinheiten übernommen. Der ehemalige Generalstabschef Dan Chalutz befürwortet die Zusammenlegung dieser Auswahlzentren, um die konkurrierenden Rekrutierungen zu vereinheitlichen. Auch soll die Häufigkeit geistiger Erkrankungen, z. B. des Burn-out-Syndroms bei zu ehrgeizigen Rekruten, durch einheitliche Überwachungsstandards verkleinert werden.

### Ausbildung
Die äußerst harte Ausbildung dauert 20 Monate, in denen der Rekrut in Nahkampf, infanteristischer Orientierung im Gelände, Tarnung, Aufklärung, Sprengmitteln, Telekommunikation und nachrichtendienstlicher und verdeckter Informationsgewinnung und -weitergabe sowie Terrorismusbekämpfung und Geiselbefreiung unterrichtet wird. Ferner durchläuft der Rekrut ein intensives Schießtraining, bei dem er mit verschiedenen Lang- und Kurzwaffen vertraut gemacht wird.
Die Ausbildung ist in die folgenden fünf Phasen gegliedert.
1. Grundkurs der infanteristischen Gefechtsführung (vier Monate).
2. Fortgeschrittenenkurs der infanteristischen Gefechtsführung (zwei Monate). Dort werden z. B. Infiltrationstechniken und Grundzüge der asymmetrischen Kriegführung unterrichtet.
3. Fallschirmspringerkurs in der Fallschirmschule der Israelischen Verteidigungsstreitkräfte (drei Wochen).
4. Antiterror-Kampfkurs in der Terrorbekämpfungsschule der Israelischen Verteidigungsstreitkräfte (fünf Wochen).
5. In der letzten Phase der Ausbildung werden die bisher gelernten Kenntnisse und Fähigkeiten in der Einheit vertieft. Zusätzlich wird der Rekrut mit Techniken der Fernaufklärung und der Kommandogefechtsführung hinter feindlichen Linien vertraut gemacht. In dieser Ausbildungsphase wird die dafür erforderliche Geländeausnutzung, Orientierung und Tarnung gelernt. Obwohl Fernspähübungen aus Sicherheitsgründen in der israelischen Spezialeinheitengemeinschaft üblicherweise mit Zwei-Mann-Teams abgehalten werden, werden sie bei der Sajeret Matkal auch als Ein-Mann-Missionen praktiziert. Diese Ausbildungsphase dauert ein Jahr und führt die Rekruten an die Grenzen ihrer körperlichen und geistigen Belastbarkeiten.

Wenn ein Rekrut alle Phasen dieser Ausbildung bestanden hat, wird er zu seiner Vereidigungsfeier eingeladen. Diese Feiern finden traditionell nachts in der Ruine der Festung Masada statt. Nach seiner Vereidigung ist der Soldat ein vollwertiges Mitglied der
Sajeret Matkal und erhält deren Abzeichen, das er jedoch wegen der Geheimhaltung nicht öffentlich zeigen darf.

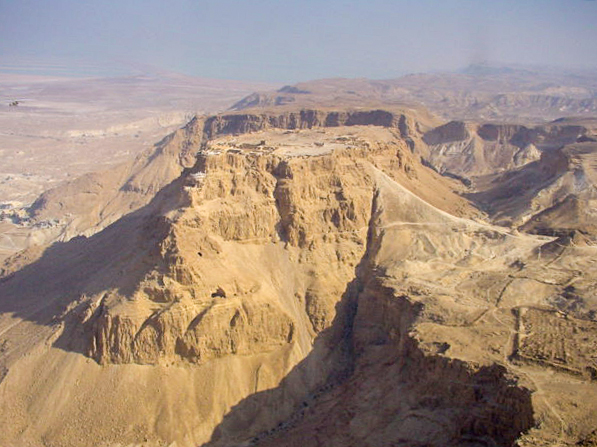
Ruine der Festung Masada

## Geschichte

### Aufstellung und Entwicklung
Die Einheit wurde 1958 unter dem Kommando von Awraham Arnange nach dem Vorbild des britischen Special Air Service aus operativen Teilen des Heeresnachrichtendienstes Aman und der 35. Fallschirmjäger-Brigade (Einheit 269) aufgestellt, nachdem er den Generalstab davon überzeugen konnte, dass eine Einheit mit diesem speziellen Einsatzkonzept von großem Nutzen für Israel sein würde und eine Truppe, die in der Lage ist, in feindlich kontrolliertem Gebiet klassische Kommandoeinsätze durchzuführen, aber auch nachrichtendienstlich geschult ist, verdeckt zu operieren, die Operationsmöglichkeiten des israelischen Militärs erheblich erweitern würde.
Die ersten Mitglieder der Sajeret Matkal wurden von Beduinen im Wüstenkampf und in der Spurensuche ausgebildet. Auch wurden sie darin trainiert, sich als Beduinen zu tarnen.
Das nur ein Jahr vor der Geburtsstunde der Einheit aufgestellte Heeresfliegerbataillon der IDF versetzte sie in die Lage, tief in arabisch kontrolliertes Gebiet einzudringen. Diese Einheiten arbeiteten eng zusammen, bis der Sajeret Matkal eine eigene Heeresfliegerkomponente unterstellt worden ist, die von der Ausbildung und Ausrüstung her speziell auf die besondere Einsatzkonzeption der Sajeret Matkal ausgerichtet war und ist.

### Militärischer und technischer Einfluss
Trotz ihres Geheimhaltungsstatus hatte die Einheit von Anfang an einen großen Einfluss auf die Entwicklung des israelischen Militärs, weil sie, obwohl Einsatzverband, auch sozusagen als Experimentalplattform für neue Infiltrationstechniken und Kommandooperationstaktiken sowie Tarn- und Antiterror-Kampftechniken diente. Die in ihren Einsätzen gewonnenen Erkenntnisse führten in vielen Fällen zur waffentechnischen Weiterentwicklung der Israelischen Verteidigungsstreitkräfte und der Produktpalette israelischer Waffenhersteller. Beispielsweise wurde die Firma Israel Military Industries, Hersteller der Uzi-Maschinenpistole, 1973 durch Einsatzerfahrungen der Einheit zur Entwicklung und Herstellung der Micro-Uzi veranlasst, einer verkleinerten Maschinenpistole dieses Typs, die im verdeckten Einsatz besser zu verstecken war.

### Entebbe und öffentliches Bekanntwerden
Ihren wichtigsten und bekanntesten Einsatz hatte die Einheit, als es ihr 1976 in dem ursprünglich Operation Donnerschlag genannten und später in Operation Yonatan umbenannten Geiselbefreiungseinsatz gelang, 106 nach Ugandas Flughafen Entebbe entführte Passagiere der Air France aus der Gewalt von PLO-Terroristen zu befreien. Ihr Kommandeur, Oberstleutnant Yonatan Netanyahu, wurde dabei getötet.
Die israelischen Behörden haben diesen Einsatz der Fallschirmjäger-Sajeret zugeordnet. Trotzdem ist die Existenz der Sajeret Matkal nach diesem Einsatz öffentlich bekannt geworden.

### Einsätze
Die Einheit hat sich an allen relevanten Antiterror-Operationen Israels beteiligt, einschließlich der 1972 erfolgten Befreiung der von der palästinensischen Terrorgruppe Schwarzer September entführten Boeing 707 Sabena Flug 571.
Obwohl die israelischen Behörden die Existenz der Einheit nicht bestätigen und ihre Einsätze regelmäßig der Fallschirmjäger-Sajeret zuordnen, können die folgenden Einsätze der Sajeret Matkal zugeordnet werden.
- 1968
  - Operation Schock – Sabotage an einem Kraftwerk und Brücken über den Nil in Ägypten (zusammen mit der israelischen Luftwaffe).
  - Operation Gift – Sabotage an 14 arabischen Flugzeugen in Beirut, Libanon.
- 1969
  - Operationen Orchard 22 und Orchard 37 – Angriffe auf Hochspannungsleitungen und eine Überwachungsantenne in Ägypten.
  - Operation Bulmus – Angriff auf die befestigte „Grüne Insel“ in Ägypten (gemeinsam mit der Schajetet 13).
  - Operation Rooster 53 – Entwendung einer sowjetischen Radarstation in Ägypten (zusammen mit den israelischen Luftstreitkräften).
- 1970
  - Operation Rhodes – Angriff auf die befestigte Insel Schaduan in Ägypten (gemeinsam mit der Schajetet 13).
- 1972
  - Operation Isotop – Geiselbefreiung in einem entführten Flugzeug der Sabena in Tel Aviv.
  - Operation Crate 3 – Entführung von fünf Geheimdienstoffizieren in Syrien.
- 1973
  - Operation Frühling der Jugend – Tötung der Führer der Terrorgruppe Schwarzer September in Beirut, Libanon.
  - Jom-Kippur-Krieg – Eroberung eines Teils des Berges Hermon, Syrien (gemeinsam mit der Golani-Brigade).
- 1974
  - Ma’alot-Massaker – Misslungener Versuch der Geiselbefreiung in einer Schule.
- 1975
  - Savoy-Operation – Geiselbefreiung in einem Hotel in Tel Aviv.[3]
- 1976
  - Operation Entebbe – Geiselbefreiung in einem Gebäude des Flughafens von Entebbe, Uganda.
- 1978
  - Küstenstraßen-Anschlag – Geiselbefreiung in einem Bus.
- 1980
  - Misgaw Am – Geiselbefreiung in einem Kibbutz.
- 1984
  - Kaw-300-Affäre – Geiselbefreiung in einem Bus.
- 1988
  - Tötung des führenden PLO-Mitglieds Chalil al-Wazir (Abu Dschihad) in Sidi Bou Saïd, Tunesien.[4]
- 1989
  - Entführung des Scheich Abd al-Karim Ubayyid, Libanon (s. Ron Arad).
- 1994
  - Entführung des Mustafa Dirani, Libanon (s. Ron Arad).
  - Nachschon Wachsmann – Misslungener Versuch der Geiselbefreiung.
- 2006
  - Kommandooperation nahe der Hisbollah-Hochburg Baalbek, Libanon, gegen Waffenschmuggel.

## Kontroversen (Sajeret-Matkal-Brief)
Am 21. Dezember 2003 gaben 13 Reservisten (darunter als ranghöchster ein Major) der Einheit im Büro des Premierministers in Jerusalem eine Erklärung ab, in der sie ihre Ablehnung, künftig in den besetzten Gebieten Dienst zu leisten, zum Ausdruck brachten.

„Wir sind hierhergekommen, um Ihnen, Herr Premierminister, mitzuteilen, dass wir weder länger Komplizen der Unterdrückungspolitik in den besetzten Gebieten und der Verweigerung elementarer Menschenrechte gegenüber von Millionen Palästinensern sein werden, noch als Schutz von Siedlungen auf konfisziertem Land dienen werden.“

Diese als Sajeret-Matkal-Brief bekanntgewordene Refuznik-Erklärung löste eine heftige Debatte in der israelischen Öffentlichkeit aus, weil erstmals Mitglieder der Spezialeinheiten, noch dazu der renommiertesten und leistungsfähigsten, öffentlich die israelische Siedlungspolitik kritisierten. Die Kontroverse zog auch deshalb so große Kreise, weil etliche Mitglieder des politischen Establishments und des Generalstabes ehemalige Mitglieder der Einheit waren und sogar zwei ehemalige Premierminister, Ehud Barak und Benjamin Netanjahu, aus ihren Reihen kamen.
Das Knesset-Mitglied Scha'ul Jachalom der rechten Nationalreligiösen Partei forderte eine Inhaftierung und gerichtliche Verurteilung der Unterzeichner, während Parlamentsmitglieder der linksliberalen Partei Meretz die Erklärung als einen „mutigen Schritt auf dem Weg zur Abkehr Israels von Besetzung“ bezeichneten.
Letztendlich wurden die Unterzeichner zwar nicht strafrechtlich verfolgt, aber unehrenhaft entlassen. Diese Maßnahme wurde offiziell als Fortschritt im Kampf gegen den öffentlichen Druck, die Siedlungspolitik neu zu überdenken, gewertet. Intern machte der Kommandeur unmissverständlich klar, dass er eine öffentliche und politische Instrumentalisierung der Einheitszugehörigkeit der Unterzeichner verurteilt und er eine solche künftig nicht dulden werde.
Ein Jahr später gestand der politische Berater des Premierministers Ariel Scharon, Dov Weissglass, öffentlich ein, dass der Sajeret-Matkal-Brief ebenso wie eine inhaltlich vergleichbare Deklaration von Piloten der Luftstreitkräfte (September 2003) einer der maßgeblichen Beweggründe Scharons gewesen sei, Israels einseitigen Abkoppelungsplan zu beschließen, der den Weg für den Teilabzug der israelischen Streitkräfte aus den besetzten Gebieten und für palästinensische Selbstverwaltung öffnete.

## Bekannte ehemalige Mitglieder
Viele ehemalige Angehörige der Sajeret Matkal haben höchste Funktionen in Politik und Militär erreicht.
- Ronen Bar – Soldat in der Einheit, später Leiter des Inlandsgeheimdienstes Schin Bet.
- Ehud Barak – Kommandeur der Einheit, später Generalstabschef, Verteidigungsminister und Premierminister.
- Benjamin Netanjahu – Hauptmann in der Einheit, später Finanzminister und Premierminister.
- Naftali Bennett – Hauptmann in der Einheit, später Minister für Wirtschaft und Handel, Verteidigungsminister und Premierminister.
- Yonatan Netanyahu – Kommandeur der Einheit, fiel bei der Operation Thunderbolt in Entebbe; Benjamin Netanjahus älterer Bruder.
- Schaul Mofaz – Stellvertretender Kommandeur der Einheit, später Generalstabschef, Verteidigungsminister und Verkehrsminister.
- Mosche Jaalon – Stellvertretender Kommandeur der Einheit, später Generalstabschef und Verteidigungsminister.
- Dani Jatom – Kommandeur der Einheit, später Generalmajor und Chef des Geheimdienstes Mossad.
- Avi Dichter – Soldat in der Einheit, später Chef des Geheimdienstes Schin Bet, Minister für Innere Sicherheit und Minister für Heimatfrontverteidigung.
- Daniel M. Lewin – Hauptmann in der Einheit, später Informatiker, kam bei den Terroranschlägen am 11. September 2001 im American-Airlines-Flug 11 ums Leben.
- Shlomi Binder – Kommandeur der Einheit, später Leiter des Militärgeheimdienstes Aman.

Mehrere andere ehemalige Mitglieder wurden Generäle.